# Shady Dale
Shady Dale és una població dels Estats Units a l'estat de Geòrgia. Segons el cens del 2000 tenia 242 habitants.

## Demografia
Segons el cens del 2000, Shady Dale tenia 242 habitants, 88 habitatges, i 60 famílies. La densitat de població era de 112,6 habitants/km².
Dels 88 habitatges en un 29,5% hi vivien nens de menys de 18 anys, en un 56,8% hi vivien parelles casades, en un 10,2% dones solteres, i en un 30,7% no eren unitats familiars. En el 28,4% dels habitatges hi vivien persones soles el 12,5% de les quals corresponia a persones de 65 anys o més que vivien soles. El nombre mitjà de persones vivint en cada habitatge era de 2,75 i el nombre mitjà de persones que vivien en cada família era de 3,41.
Per edats la població es repartia de la següent manera: un 27,7% tenia menys de 18 anys, un 7,9% entre 18 i 24, un 26,9% entre 25 i 44, un 25,2% de 45 a 60 i un 12,4% 65 anys o més.
L'edat mediana era de 35 anys. Per cada 100 dones de 18 o més anys hi havia 88,2 homes.
La renda mediana per habitatge era de 35.469 $ i la renda mediana per família de 36.042 $. Els homes tenien una renda mediana de 31.000 $ mentre que les dones 21.607 $. La renda per capita de la població era de 10.791 $. Entorn del 10,5% de les famílies i el 14,6% de la població estaven per davall del llindar de pobresa.

## Poblacions més properes
El següent diagrama mostra les poblacions més properes.